# Distretto di Santa Ana (Huancavelica)
Il distretto di Santa Ana è uno dei dodici distretti della  provincia di Castrovirreyna, in Perù. Si trova nella regione di Huancavelica.